# La Rédemption du berserker
La Rédemption du berserker (titre original : To Tame a Higland Warrior) est un roman d'amour paranormal américain de Karen Marie Moning publié en 2011, de la série Les Highlanders (composée de sept romans qui peuvent être lus indépendamment les uns des autres, bien que des personnages fassent le lien entre eux).
Cette série se déroule en Écosse, elle est romantico-fantastique, les personnages masculins sont des guerriers dotés de pouvoirs particuliers (druides pouvant passer d'une époque à une autre, en général d'une Écosse médiévale aux États-Unis de nos jours) et les héroïnes sont des jeunes femmes modernes, sauf dans le cas du présent roman où héros et héroïne sont du XIVe siècle.
Le héros se découvre berserker à la suite du massacre de sa famille et lutte pour ne pas céder à son attirance pour la fille de l'homme qui l'a recueilli lorsqu'adolescent il errait dans les forêts d'Écosse.